# Batalla de Lepant (1500)
|  | Per a altres significats, vegeu «Batalla de Lepant». |

La Segona Batalla de Lepant o Batalla de Modona va tenir lloc a l'agost de 1500 durant la Guerra Turcoveneciana (1499-1503) entre l'Imperi Otomà i la República de Venècia.
Els otomans havien guanyat la batalla de Navarino l'any anterior, van sortir de nou victoriosos gràcies a l'almirall Kemal Reis. El desembre de 1499, els venecians van atacar Lepant amb l'esperança de recobrar els territoris perduts en la mar Jònica. Kemal Reis va salpar de Cefalònia i va reprendre Lepant als venecians. Es va quedar a Lepant entre abril i maig de 1500, quan els seus vaixells van ser reparats per un exèrcit de 15.000 artesans portats de la zona.
Des de Lepant, Kemal Reis va salpar i va bombardejar els ports de Venècia de l'illa de Corfú, i l'agost de 1500, va bombardejar la fortalesa de Modona per mar i va capturar la ciutat. Posteriorment es van fer amb la flota veneciana davant les costes de Coró i van capturar la ciutat juntament amb un bergantí venecià. Des d'allà, Kemal Reis va navegar cap a l'illa de Sapientza, i va enfonsar la galera veneciana "Lezza". El setembre de 1500, Kemal Reis va assaltar Voiussa i l'octubre es va presentar al Cap de Santa Maria, de l'illa de Lèucada abans de posar fi a la campanya i tornar de nou a Istanbul el novembre.
Amb l'aclaparadora victòria a la batalla de Modona, la flota i l'exèrcit turc van capturar la major part de les possessions de Venècia a Grècia. Modona i Coró, els "dos ulls de la República", es van perdre.